# Gunniopsis rubra
Gunniopsis rubra är en isörtsväxtart som beskrevs av R.J. Chinnock. Gunniopsis rubra ingår i släktet Gunniopsis och familjen isörtsväxter. Inga underarter finns listade i Catalogue of Life.